# Convair F-102
Die Convair F-102 Delta Dagger war ein einstrahliges Kampfflugzeug aus der Zeit des Kalten Krieges aus US-amerikanischer Produktion. Es gehörte zur sogenannten Century-Reihe (F-100 bis F-110). Hauptaufgabe dieses 1956 in Dienst gestellten Jagdflugzeugs war das Abfangen sowjetischer Bomberflotten. Die konstruktiven Schwächen der Delta Dagger konnten jedoch nie ausgeräumt werden, daher wurde sie schon ab den frühen 1960er Jahren durch die McDonnell F-101 und McDonnell Douglas F-4 ersetzt. Viele F-102 taten noch lange Jahre in der Nationalgarde Dienst, bevor die letzten 1976 ausgemustert wurden. Auch der spätere US-Präsident George W. Bush flog während seiner Zeit bei der Nationalgarde die F-102.

## Geschichte
Die Entwicklung der F-102 reicht bis zum Beginn der 1950er Jahre zurück. Das Flugzeug wurde aus dem 1948 entstandenen Convair XF-92A-Prototyp weiterentwickelt. Die US-Luftwaffe schrieb für ihren neuen Abfangjäger erstmals ein komplettes Waffensystem aus, bestehend aus dem schlüsselfertigen Jäger und seiner Bewaffnung. Der Anforderungskatalog für das Projekt MX-1554 war am 18. Juni 1950 fertig, und bis Januar 1951 hatten sechs Hersteller Entwürfe eingereicht, von denen Convair, Lockheed und Republic ausgewählt wurden, um Prototypen zu bauen. Drei parallele Projekte waren der Air Force jedoch zu teuer, und so wurde nur das zum damaligen Zeitpunkt fortgeschrittenste Projekt von Convair fortgeführt. Die spätere F-102 hieß damals noch Model 8-80 und sollte zunächst das schwächere J40 Triebwerk von Westinghouse anstatt des noch in der Entwicklung befindlichen J67 von Wright erhalten. Die vorgeschlagene F-102 besaß gegenüber der XF-92 einen wesentlich schlankeren Rumpf. Sie erhielt eine Druckkabine mit Schleudersitz, ein weitreichendes Radargerät und ein automatisiertes Navigations- und Feuerleitsystem.

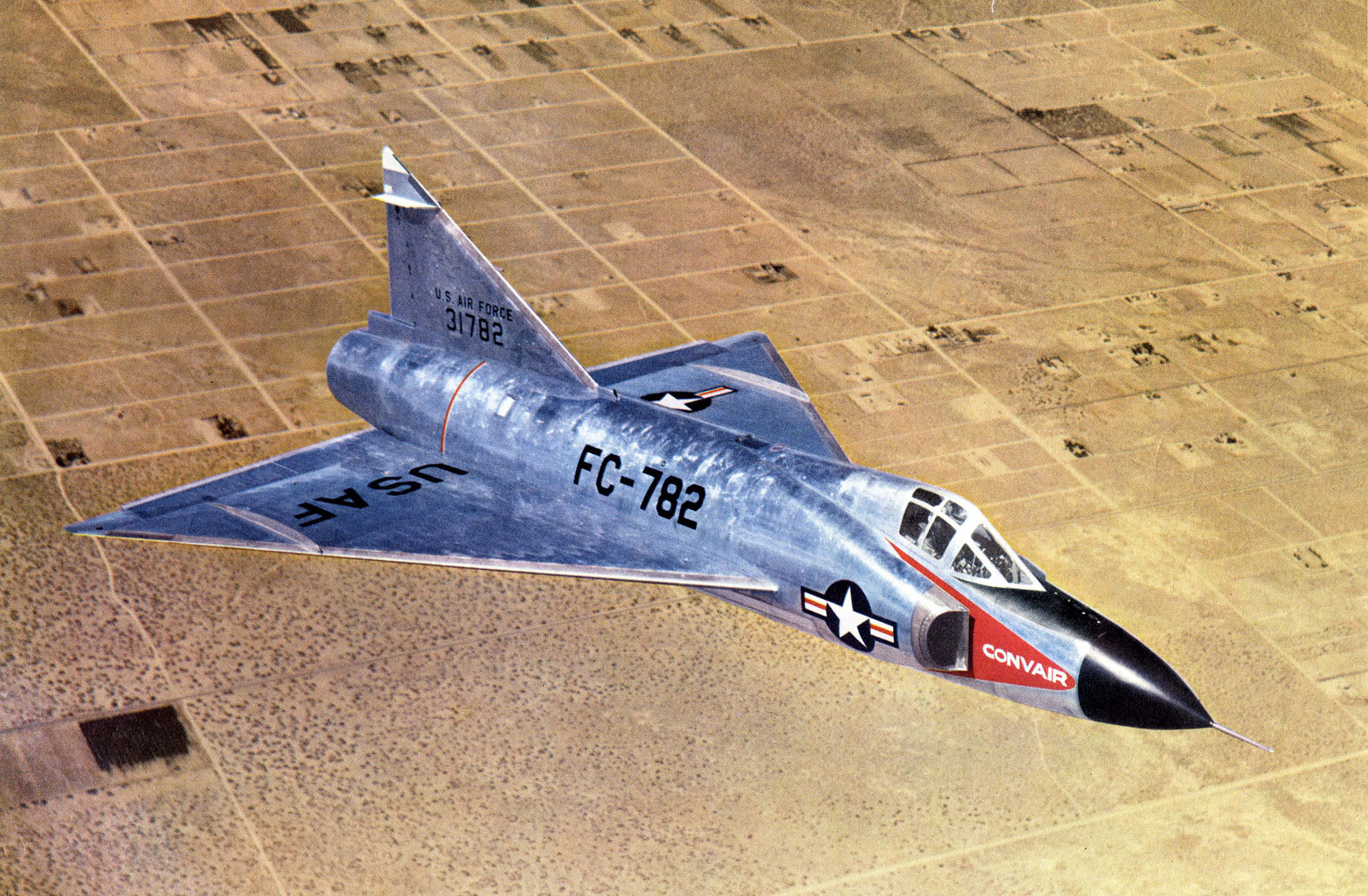
Vorserienmodell YF-102 im Flug

Die erste YF-102 (Seriennummer: 52-7994) absolvierte ihren Erstflug am 24. Oktober 1953 auf der Edwards Air Force Base, ging dort jedoch neun Tage später bei einem Unfall verloren. Der zweite Prototyp (52-7995) flog am 11. Januar 1954 und bestätigte die Befürchtungen, die bereits der erste Prototyp geweckt hatte: Die Flugleistungen waren unterdurchschnittlich und weit unter den festgelegten Anforderungen. Das Problem konnte durch einen aerodynamisch verbesserten, nach der Flächenregel gestalteten Rumpf gelöst werden. Dieser dritte Prototyp erhielt außerdem stärkere Triebwerke (Pratt & Whitney J57-P-23) und am 19. Dezember flog das modifizierte Flugzeug Model 8-90 als YF-102A erstmals und erreichte eine Geschwindigkeit von Mach 1,22 und eine Höhe von 53.000 Fuß (16.155 m). In dieser Form bildete die Maschine das Ausgangsmuster für den Serienbau.
Die ersten einsatzbereiten F-102A kamen im April 1956 zur 327. Abfangjäger-Staffel auf die George Air Force Base, insgesamt wurden 889 Stück gebaut. Außerdem wurden 111 TF-102A (zweisitzige Ausbildungsflugzeuge) produziert. 36 F-102A importierte die Türkei und 16 Griechenland, wo sie bis 1979 im Dienst standen, während die USAF bereits in den siebziger Jahren mit der Ausmusterung des Typs begann. 1973 wurden sechs Flugzeuge in Zieldrohnen umgebaut, mit denen Mikojan-Gurewitsch MiG-21 simuliert wurden.
Stationierung in Europa:
F-102 „Delta Dagger“ waren im Zeitraum 1959 bis 1969/70 in Europa bei folgenden Fighter Interceptor Squadrons (FIS) der US Air Force in Europe (USAFE) stationiert:
- 32nd FIS, Soesterberg/Niederlande (1960 bis 1969)
- 431st FIS, Saragossa/Spanien (1960 bis 1964)
- 525th FIS, Bitburg/Deutschland (1959 bis 1969)
- 496th FIS, Hahn/Deutschland (1959 bis 1969)
- 497th FIS, Torrejón/Spanien (1960 bis 1964)
- 526th FIS, Ramstein/Deutschland (1960 bis 1970)

Die 496th, 525th, 526th und 32nd FIS unterstanden der 86th Air Division (Defense) in Ramstein, die im November 1960 durch Umbenennung aus dem 86th Fighter Interceptor Wing (FIW) entstanden war. Die 32nd FIS unterstand operationell der niederländischen Luftwaffe. Die beiden in Spanien stationierten Einheiten (431st und 497th FIS) waren anfangs Teil der 65th Air Division, bevor sie ebenfalls der 86th AD zugeteilt wurden. Ab 1964 wurden die Staffeln auf die F-4C und F-4E „Phantom II“ umgerüstet und zu Tactical Fighter Squadrons umbenannt.
Die Bewaffnung des Flugzeuges bestand entweder aus sechs Lenkraketen vom Typ AIM-4 Falcon oder drei AIM-4 und einer AIM-26 Falcon, die mit einem nuklearen Gefechtskopf ausgerüstet werden konnte. Zusätzlich befanden sich 24 ungelenkte Raketen in den Waffenschächten.
Die „fertige“ Delta Dagger blieb immer noch hinter den Erwartungen zurück, aber die für die F-102B geplanten Verbesserungen wurden später Teil eines neuen Flugzeugs, der Convair F-106  Delta Dart, welche die F-102 endgültig ablöste; die letzten operativen F-102 der USA wurden 1976 außer Dienst gestellt.

## Produktion

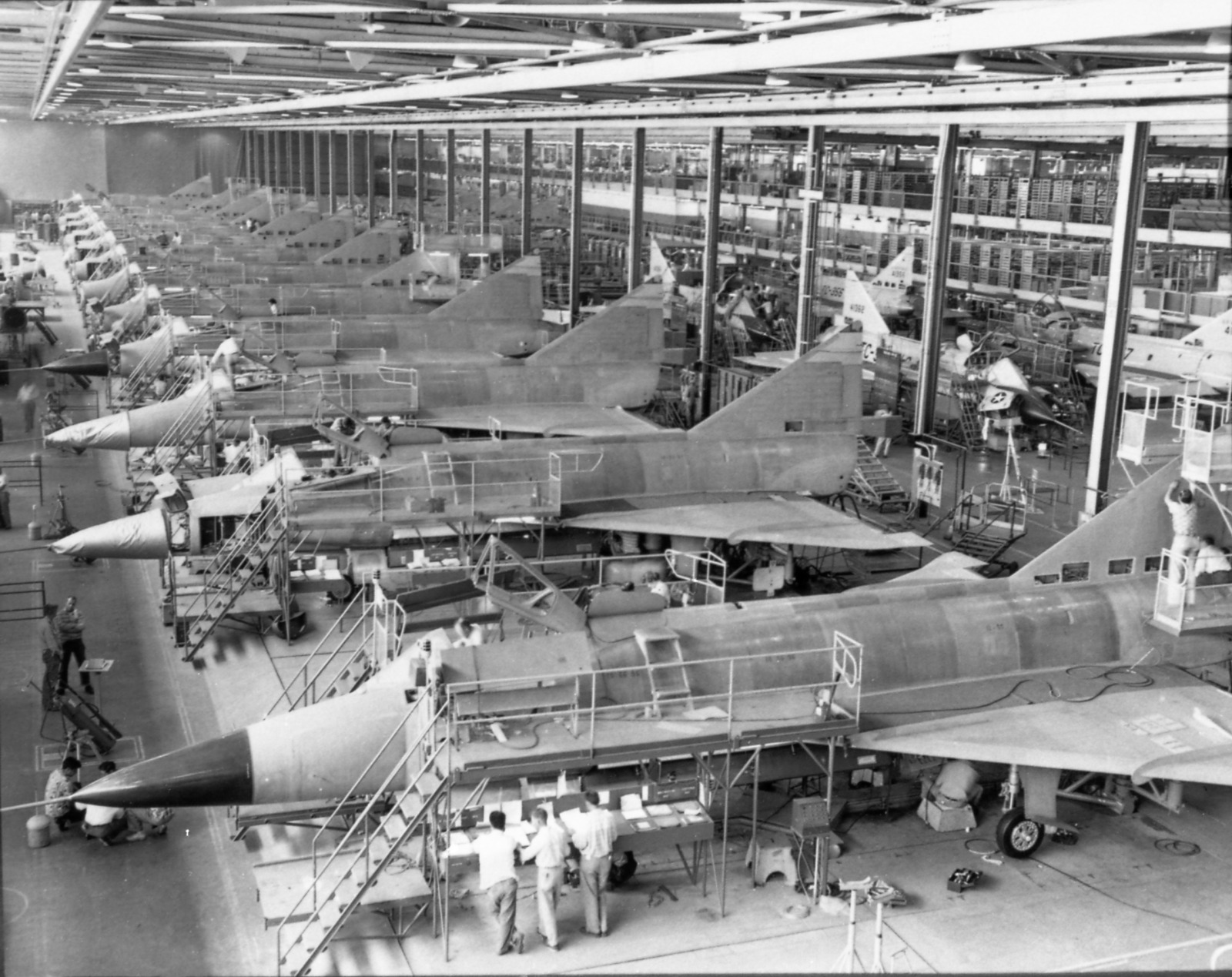
Serienproduktion von F-102

Abnahme der F-102 durch die USAF: 
| Version | 1953 | 1954 | 1955 | 1956 | 1957 | 1958 | Summe |
| ------- | ---- | ---- | ---- | ---- | ---- | ---- | ----- |
| YF-102  | 2    | 8    |      |      |      |      | 10    |
| YF-102A |      | 1    | 3    |      |      |      | 4     |
| F-102A  |      |      | 13   | 160  | 463  | 239  | 875   |
| TF-102A |      |      | 2    | 12   | 53   | 44   | 111   |
| Summe   | 2    | 9    | 18   | 172  | 516  | 283  | 1000  |

## Versionen und Varianten
- YF-102 – Zehn Prototypen

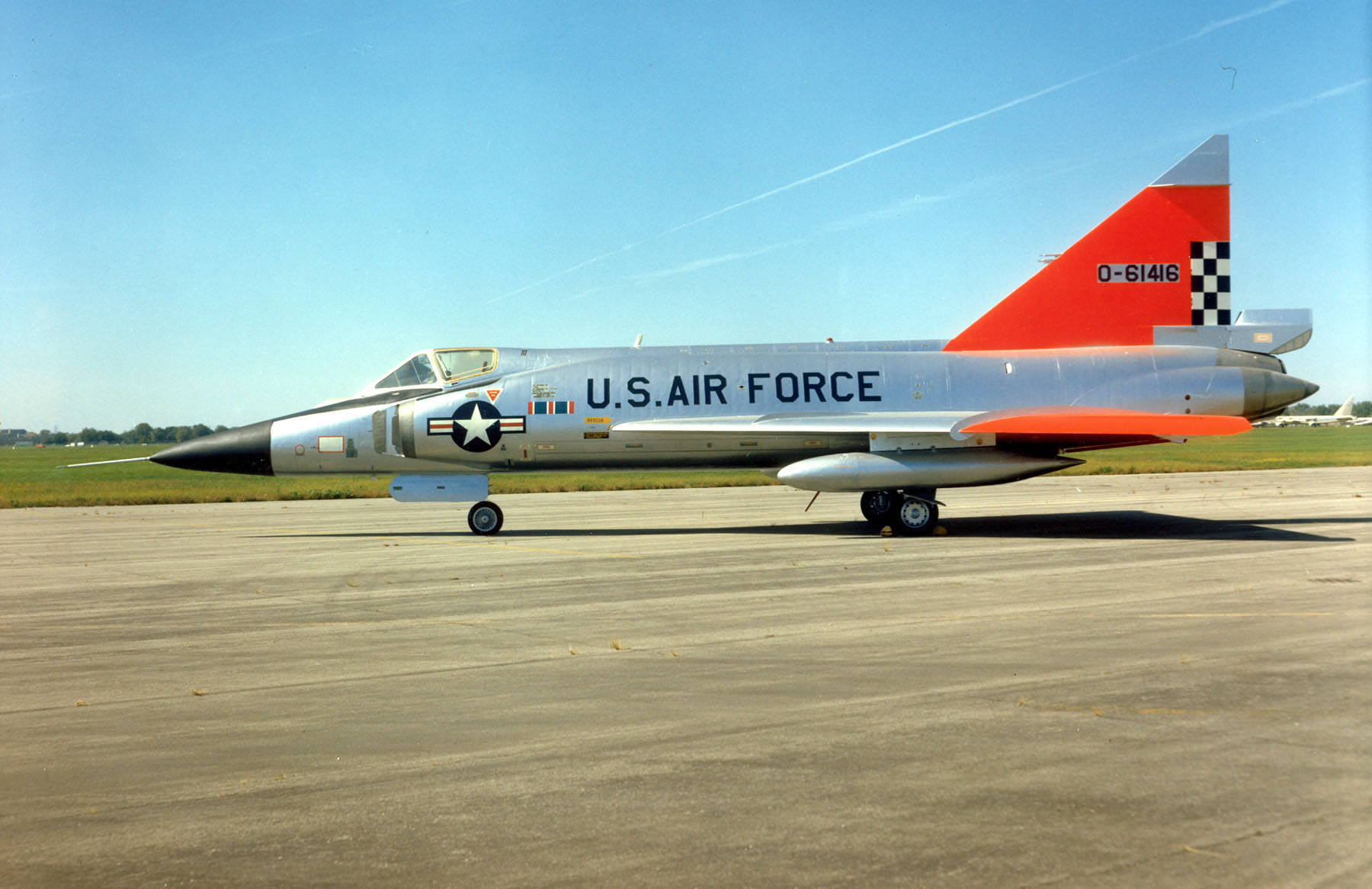
F-102 Delta Dagger der US Air Force

- YF-102A – Vier überarbeitete Prototypen
- F-102A – Serienversion, 889 gebaut
- F-102B – Verbesserte Version der F-102A, die später als F-106 Delta Dart bezeichnet wurde
- YF-102C – zwei Prototypen mit J57-P-47-Triebwerk
- TF-102A – Zweisitziger Trainer, 111 gebaut
- QF-102A – Zwei bemannte Zieldrohnen
- PQM-102A – unbemannte Zieldrohnen (ca. 200 Maschinen)
- PQM-102B – unbemannte Zieldrohnen mit verbesserter Avionik

Die PQM-102A und -102B waren Zieldarstellungsdrohne für Ziel- und Abschussübungen. Insgesamt 211 F-102 wurden hierfür umgerüstet und abgeschossen. Das Programm lief 1986 aus.

## Nutzung

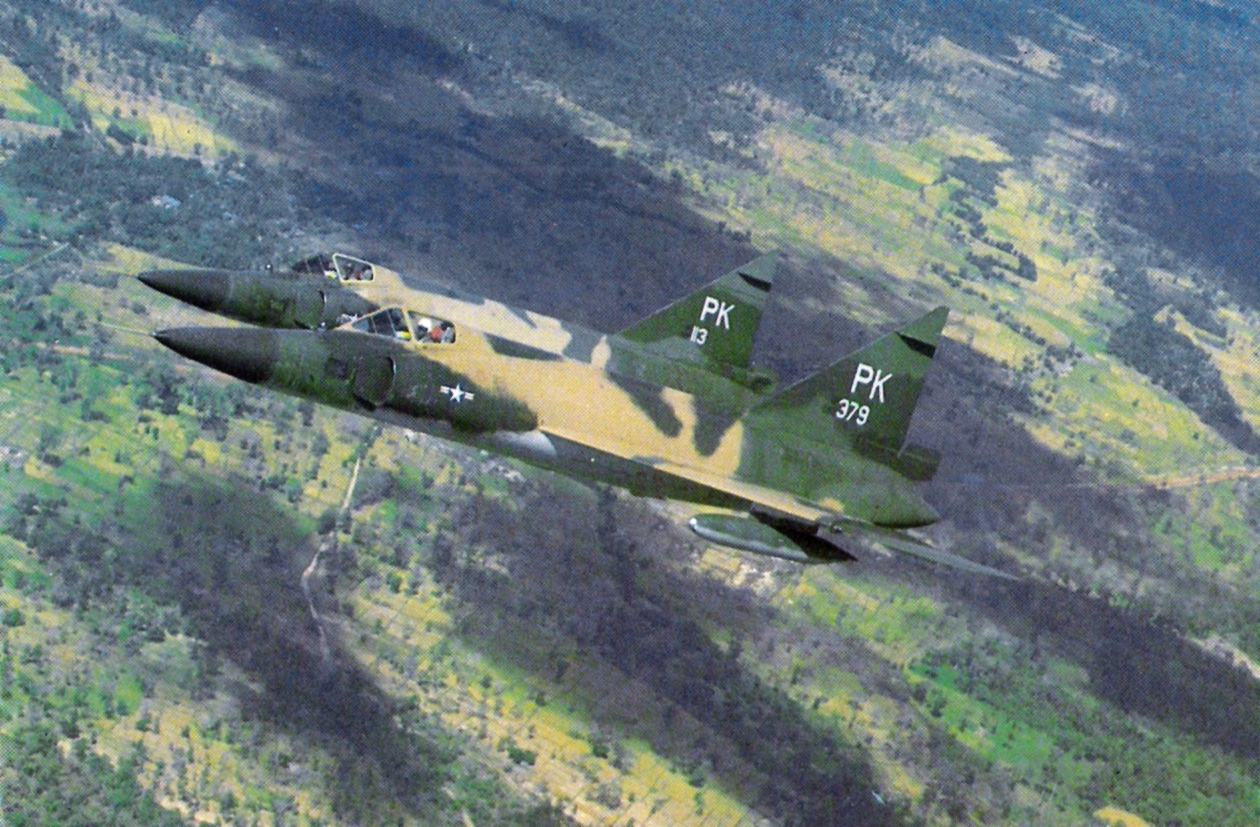
F-102A der 509. FIS über Vietnam, 1966

### Nutzer

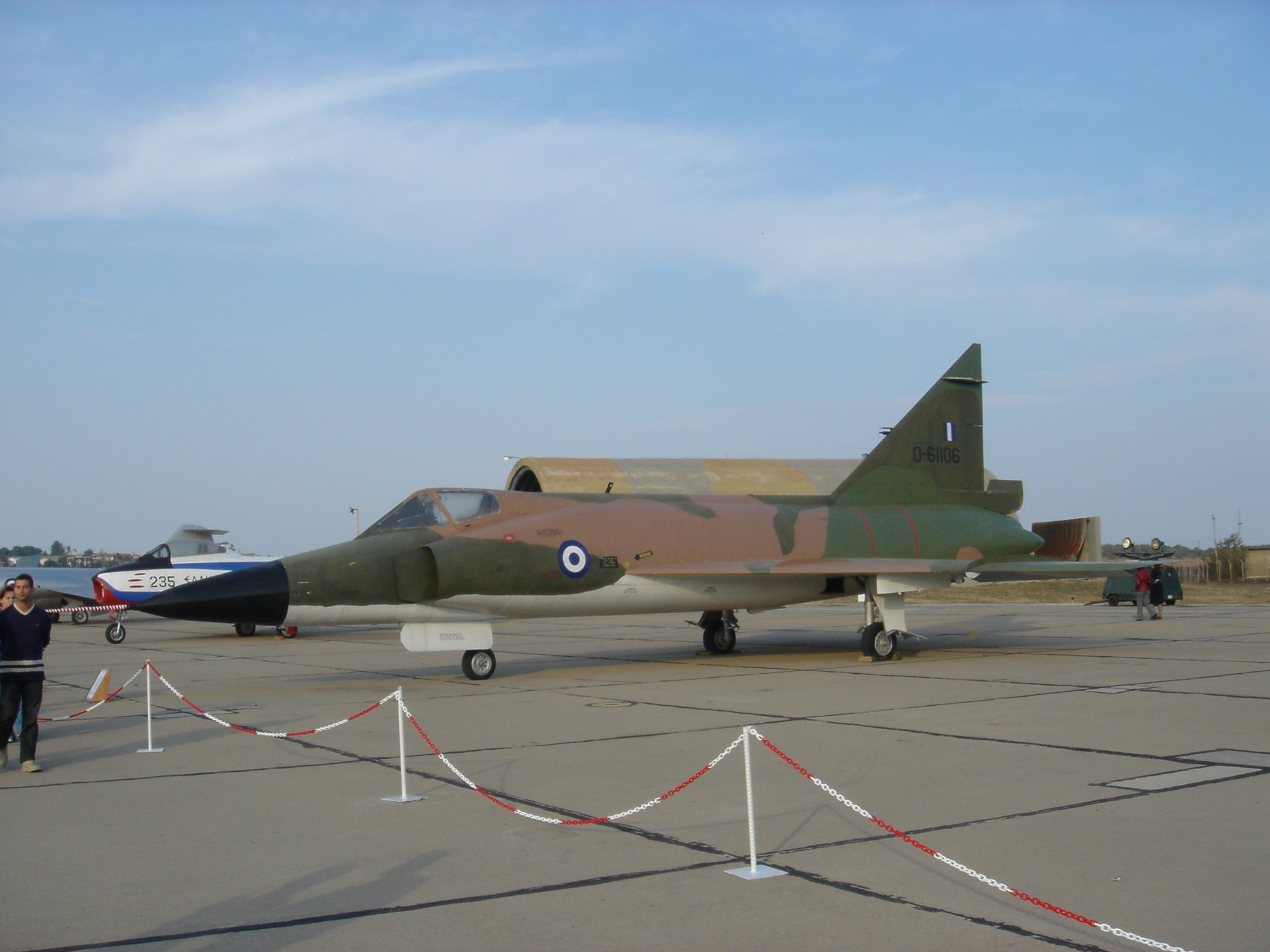
F-102A der griechischen Luftwaffe

- Griechenland: 20 F-102A / 4 TF-102A
- Türkei: 35 F-102A / 6 TF-102A
- Vereinigte Staaten: United States Air Force

### Einsatz
In geringer Zahl wurde die F-102 im Vietnamkrieg eingesetzt. Als 1962 Meldungen über die Lieferung von Bombern des Typs Il-28 an die nordvietnamesische Luftwaffe bekannt wurden, stationierte die Air Force F-102 in Thailand und Südvietnam. Mit der Eskalation des Konfliktes 1964 wurden die F-102 hauptsächlich defensiv genutzt. Später wurde sie auch für Bodenangriffe verwendet, wobei besonders die starke Bewaffnung mit den ungelenkten FFAR-Raketen eine Rolle spielte; zeitweise wurden sogar bei Nachteinsätzen entlang des Ho-Chi-Minh-Pfades die eigentlich gegen Luftziele zu verwendenden wärmesuchenden Falcon-Raketen als Störfeuer in Lagerfeuer geschossen. Weitere Einsätze absolvierten die Maschinen des Typs als Eskorten für B-52-Bomber. 1968 wurden alle F-102 aus Asien abgezogen. Insgesamt waren in Vietnam 15 Maschinen verloren gegangen, davon nur eine durch einen Abschuss durch eine AA-2-Luft-Luft-Rakete. Die übrigen verlorenen Maschinen waren durch Luftabwehrfeuer (zwei), am Boden (vier) und Unfälle (acht) zerstört worden.
Die nach Griechenland und in die Türkei exportierten F-102 wurden während der Türkischen Invasion auf Zypern 1974 auf Kampfeinsätze geschickt. Ein Gerücht besagt, dass es zu einem Luftkampf zwischen zwei türkischen F-102 und zwei griechischen F-5 gekommen sein soll. Die türkische Variante der Geschichte reklamiert den Abschuss der beiden F-5 für sich, die griechische Version spricht dagegen von einem Abschuss einer F-102 und einem Absturz der anderen über dem türkischen Festland durch Treibstoffmangel. Beide Seiten bestreiten bis heute die jeweiligen Verluste.

## Technische Daten der F-102A
| Kenngröße                | Daten |
| ------------------------ | --- |
| Typ                      | Abfangjäger |
| Besatzung                | 1 Pilot |
| Länge                    | 20,84 m |
| Spannweite               | 11,62 m |
| Höhe                     | 6,46 m |
| Flügelfläche             | 61,45 m² |
| Flügelstreckung          | 2,19 |

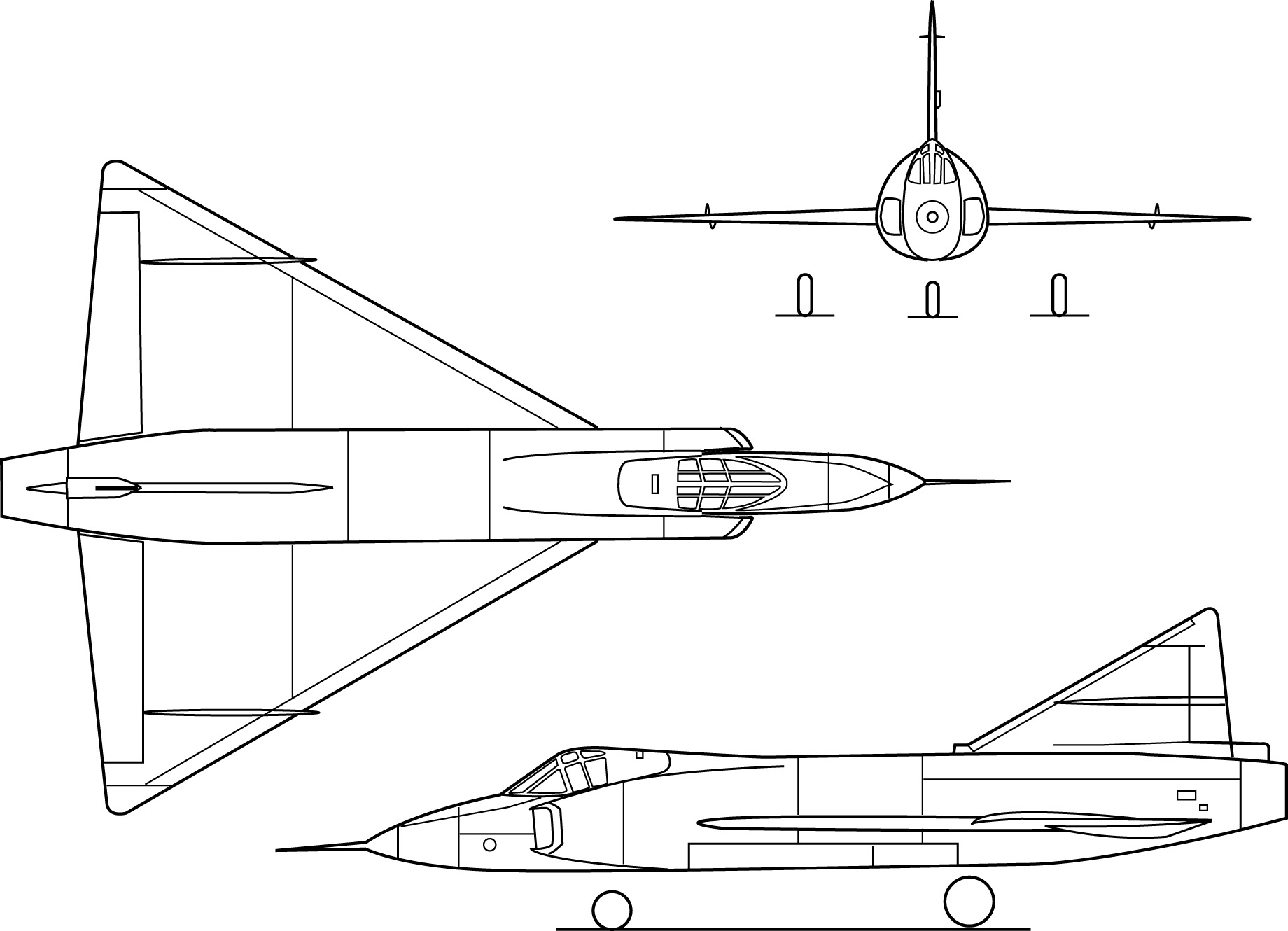
Risszeichnung des YF-102-Prototyps

Risszeichnung der F-102-Serienversion

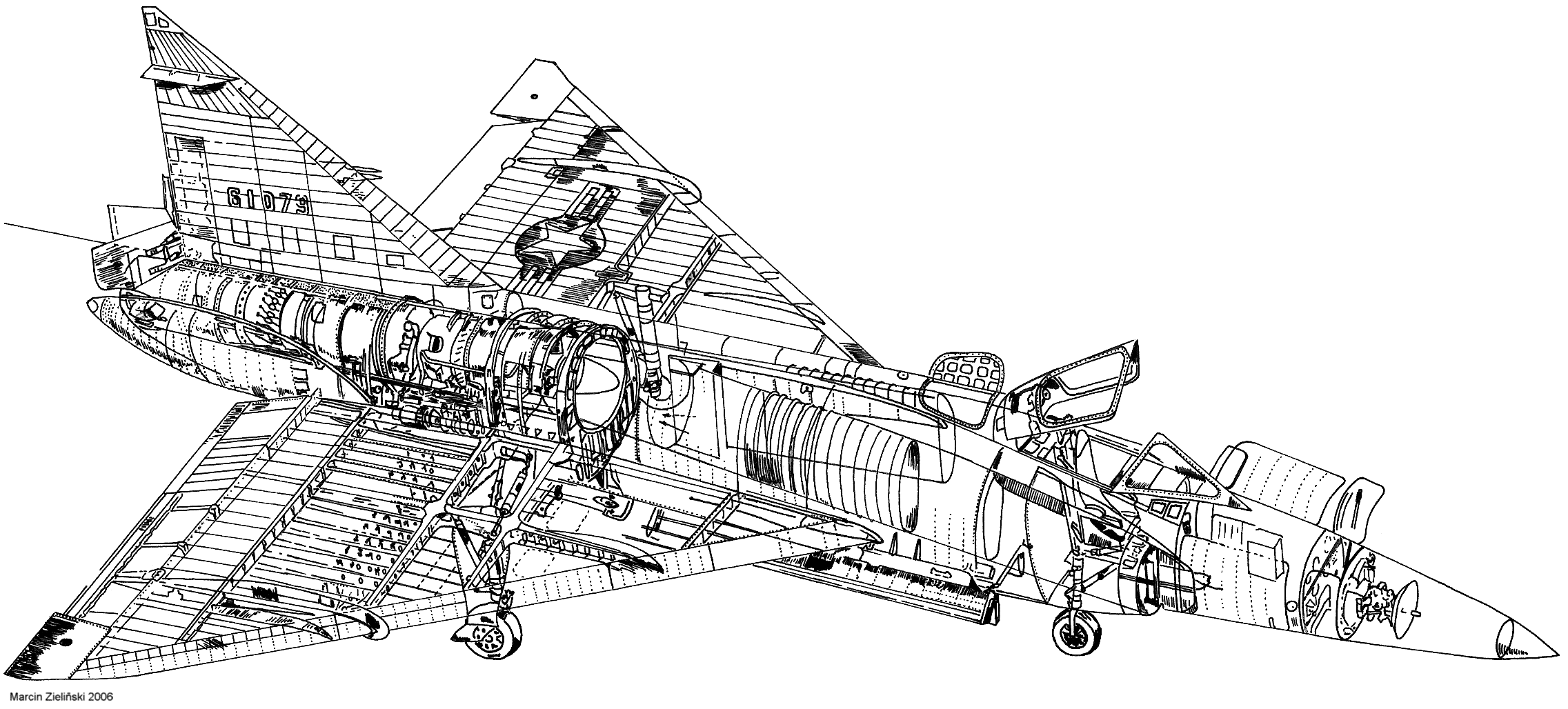
Convair F-102 Delta Dagger

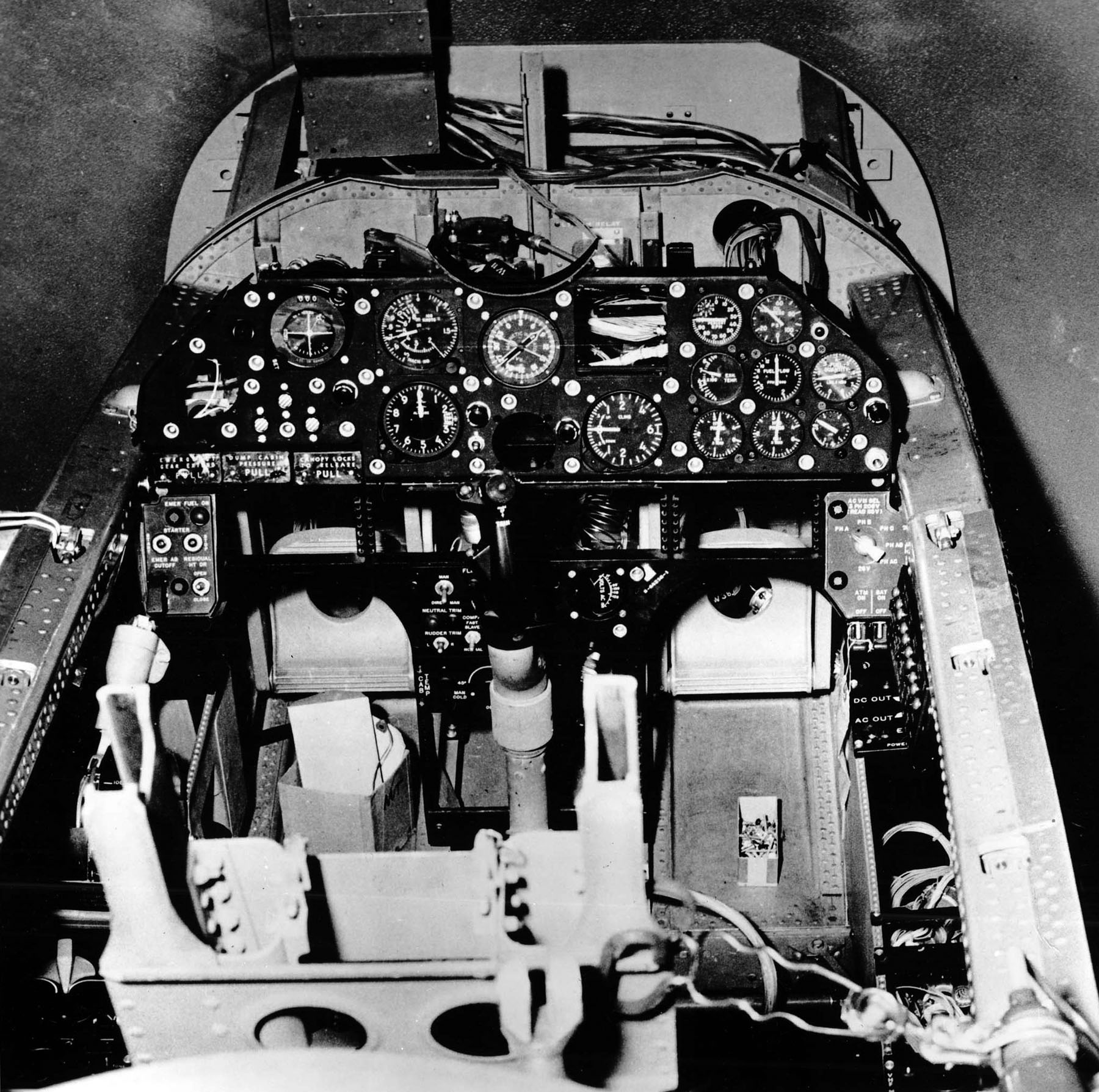
Cockpit einer Convair F-102A (Flight simulator)

| Tragflächenbelastung     | - minimal (Leermasse): 143 kg/m² - nominal (normale Startmasse): 175 kg/m² - maximal (max. Startmasse): 231 kg/m² |
| Leermasse                | 8.777 kg |
| normale Startmasse       | 10.730 kg |
| max. Startmasse          | 14.187 kg |
| Treibstoffkapazität      | 4.107 l (intern)                                                                                                  |
| Höchstgeschwindigkeit    | Mach 1,23 bzw. 1.304 km/h (auf optimaler Höhe)                                                                    |
| Steiggeschwindigkeit     | 66 m/s |
| Dienstgipfelhöhe         | 16.764 m |
| Einsatzradius            | 1.609 km (mit Zusatztanks)                                                                                        |
| Überführungsreichweite   | 2.173 km |
| Triebwerk                | ein Pratt & Whitney J57-P-25-Strahltriebwerk                                                                      |
| Schubkraft               | - mit Nachbrenner: 78,05 kN - ohne Nachbrenner: 66,70 kN                                                          |
| Schub-Gewicht-Verhältnis | - maximal (Leermasse): 0,91 - nominal (normale Startmasse): 0,74 - minimal (maximale Startmasse): 0,56            |
| Stückpreis               | 1,2 Millionen US-$                                                                                                |

## Bewaffnung
Kampfmittel bis zu 2.400 kg im dreiteiligen internen Waffenschacht sowie an zwei Außenlaststationen
Im dreiteiligen Waffenschacht:
Luft-Luft-Lenkflugkörper
- 6 × Hughes AIM-4A/E/F „Falcon“ (früher GAR-1/3) – radargelenkter Kurzstrecken-Luft-Luft-Lenkflugkörper
- 6 × Hughes AIM-4B/G „Falcon“ (früher GAR-2/4) – infrarotgelenkter Kurzstrecken-Luft-Luft-Lenkflugkörper
- 2 × Hughes AIM-26A „Falcon“ (früher GAR-11 mit nuklearem 1-kT-Gefechtskopf) – radargelenkter Kurzstrecken-Luft-Luft-Lenkflugkörper
- 2 × Hughes AIM-26B „Falcon“ (früher GAR-11 mit konventionellem Gefechtskopf) – radargelenkter Kurzstrecken-Luft-Luft-Lenkflugkörper

Ungelenkte Raketen
- 2 × Raketenwerfer innerhalb der Waffenschachtklappen für je 12 × ungelenkte Raketen Hydra; (Kaliber 50 mm / 2,00 inch oder 70 mm / 2,75 inch) (entfiel nach Einbau der AIM-26). Der Ausschuss erfolgte durch die Vorderkanten der Klappen.[7]

Externe Zusatzbehälter an zwei Außenlaststationen
- 2 × abwerfbare Zusatztanks mit je 813 Liter (215 US Gallonen) Kerosin
- 2 × Düppelbehälter AN/ALE-2